# Sibogasyrinx
Sibogasyrinx is een geslacht van weekdieren uit de klasse van de Gastropoda (slakken).

## Soort
- Sibogasyrinx pyramidalis (Schepman, 1913)